# Temple protestant de Laon
Le temple protestant de Laon est un édifice cultuel de l'Église réformée de France puis de l'Église protestante unie de France depuis 2013, situé à Laon, rue de l'Arquebuse.

## Historique
Le temple protestant de Laon fut édifié en 1887 sur l'ancienne butte de tir des arquebusiers dont l'installation remontait au XVIIe siècle, au bout de leur jardin. Il fut construit grâce à des capitaux privés, à la demande de familles protestantes qui souhaitaient avoir un lieu de culte public.

## Caractéristiques

### Extérieur
Le temple est un bâtiment construit en pierre selon un plan quadrangulaire. La façade élevée sur deux niveaux est percée d'un portail surmonté d'une large baie de trois fenêtres encadrées par un arc en plein cintre légèrement saillant. Le pignon est surmonté d'une croix de pierre.

### Intérieur
L'intérieur est d'une grande sobriété. La salle voûtée est percée de hautes fenêtres dont une seule est colorée d'un vitrail représentant l'Agneau de l'Apocalypse. Une tribune accolée à la façade est destinée à recevoir un orgue. Le mobilier en bois est constitué d'une chaire, d'un pupitre, d'une table de communion, de bancs qui ont été rapportés du temple de Tergnier. 
Une petite maison à deux niveaux, contiguë au temple, accueille des réunions de catéchisme et du Conseil presbytéral qui gère les affaires de la paroisse réformée des Disséminés de l'Aisne.